# 丝鳍紫鱼
丝鳍紫鱼（学名：Pristipomoides filamentosus），又稱絲鰭姬鯛，为輻鰭魚綱鱸形目鱸亞目笛鲷科紫鱼属的鱼类。分布印度太平洋區，從東非至夏威夷群島、大溪地島，北起日本南部，南迄澳洲東部、豪勳爵島海域，棲息深度40-400公尺，本魚眼間隔平坦，下頜稍突出，胸鰭長延伸至肛門，背面和側面的顏色從褐色到薰衣草或紅紫色，吻部和眼間隔狹窄具黃線和藍點;背鰭及尾鰭邊緣橙紅色、淡藍色或淡紫色，背鰭硬棘10枚;背鰭軟條12枚;臀鰭硬棘3枚;臀鰭軟條8枚，體長可達100公分，生活在岩石底質海域，會進行垂直遷徙，夜間覓食，屬肉食性，以魚類、甲殼類、端足類、海鞘等為食，為高經濟價值的食用魚及遊釣魚。该物种的模式产地在留尼汪。
虽名紫鱼，它是浅棕色。在夏威夷附近，成年鱼体重12-18英镑。